# Liste der Biografien/Arq
Liste der Biografien |
Portal Biografien |
Personensuche
# |
A |
B |
C |
D |
E |
F |
G |
H |
I |
J |
K |
L |
M |
N |
O |
P |
Q |
R |
S |
T |
U |
V |
W |
X |
Y |
Z |
?
 
Aa |
Ab |
Ac |
Ad |
Ae |
Af |
Ag |
Ah |
Ai |
Aj |
Ak |
Al |
Am |
An |
Ao |
Ap |
Aq |
Ar |
As |
At |
Au |
Av |
Aw |
Ax |
Ay |
Az
 
Ara |
Arb |
Arc |
Ard |
Are |
Arf |
Arg |
Arh |
Ari |
Arj |
Ark |
Arl |
Arm |
Arn |
Aro |
Arp |
Arq |
Arr |
Ars |
Art |
Aru |
Arv |
Arw |
Arx |
Ary |
Arz
Die Liste der Biografien führt alle Personen auf, die in der deutschsprachigen Wikipedia einen Artikel haben. Dieses ist eine Teilliste mit 16 Einträgen von Personen, deren Namen mit den Buchstaben „Arq“ beginnt.

## Arq

### Arqa
- Arqam ibn Abī l-Arqam, al-, arabischer Kaufmann, einer der ersten Muslime
- Arqamani, König von Nubien

### Arqe
- Ârĸê, Emil, grönländischer Landesrat
- Ârĸê, Magtakalât (* 1921), grönländischer Landesrat
- Ârĸê, Pia (1958–2007), grönländisch-dänische Künstlerin
- Ârĸê-Hammeken, Mette (* 1982), grönländische Politikerin (Naleraq)

### Arqu
- Arquette, Alexis (1969–2016), US-amerikanische Sängerin und Schauspielerin
- Arquette, David (* 1971), US-amerikanischer Schauspieler
- Arquette, Patricia (* 1968), US-amerikanische SchauspielerinPatricia Arquette (* 1968)

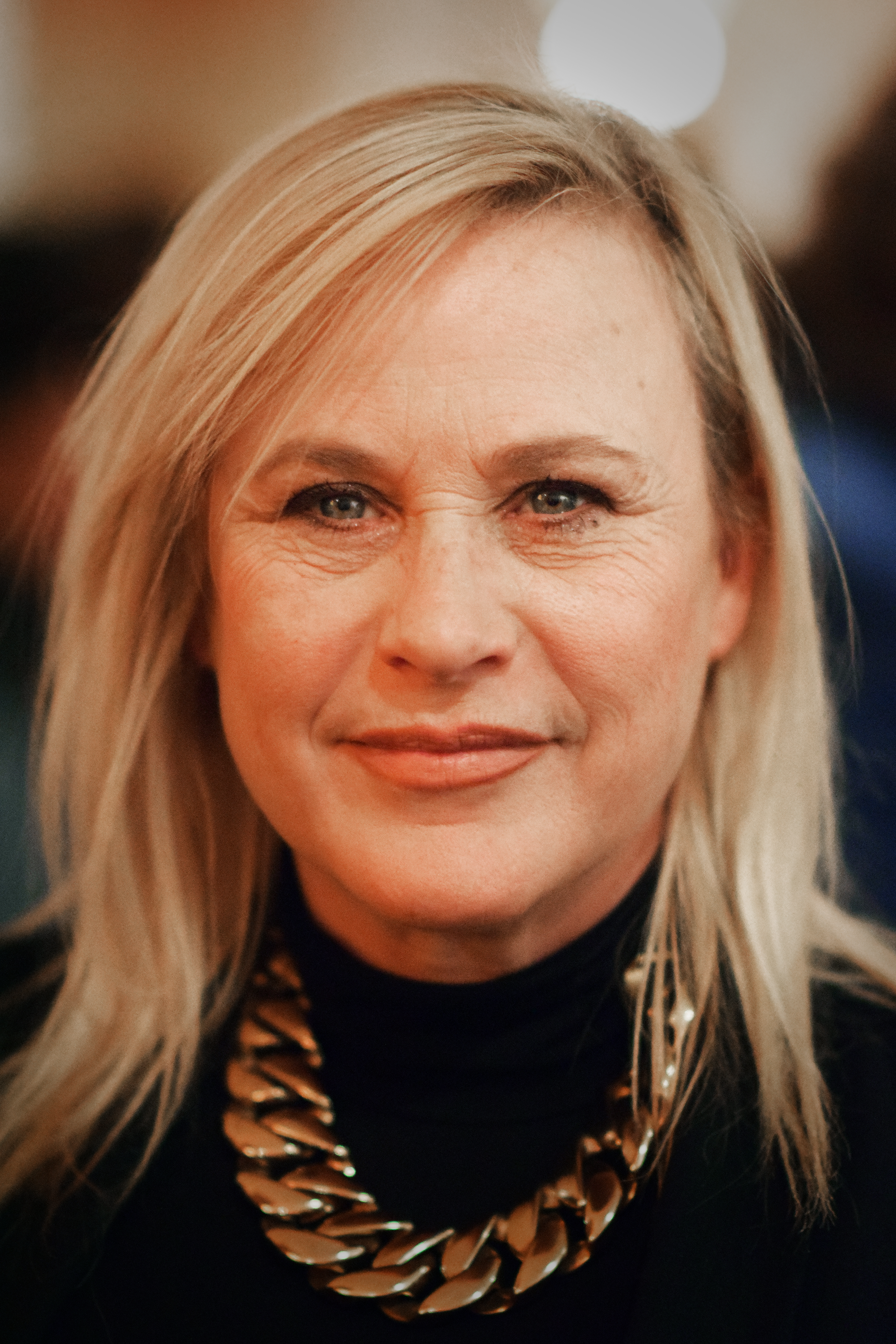
Patricia Arquette (* 1968)

- Arquette, Richmond (* 1963), US-amerikanischer Schauspieler
- Arquette, Rosanna (* 1959), US-amerikanische Schauspielerin
- Arquez, Gaëlle, französische Opernsängerin (Mezzosopran)
- Arquilla, Stefano (* 1960), italienischer Filmschaffender
- Arquin, Yoann (* 1988), französischer Fußballspieler
- Arquint, Caspar (1922–2013), Schweizer Unternehmer
- Arquint, Romedi (* 1943), Schweizer Theologe, Lehrer und Politiker